# G-20 (țări în curs de dezvoltare)
     Națiuni permanente din G20
     Națiuni fluctuante din G20

Națiuni permanente din G20
Națiuni fluctuante din G20

G-20 sau G20 (desemnând Grupul celor 20, cu denumirile alternative G21, G22 sau G20+) este un bloc de țări în curs de dezvoltare fondat în ziua de 20 august 2003. Grupul a luat ființă la cea de-a cincea conferință ministerială a Organizației Mondiale a Comerțului, găzduită în Cancún, Mexic între 10 septembrie și 14 septembrie 2003. G-20 înglobează 60% din populația globului, 70% dintre fermieri și 26% din exporturile agricole ale lumii.
În momentul actual, grupul e format din 23 de națiuni:
1. Argentina
2. Bolivia
3. Brazilia
4. Chile
5. China
6. Cuba
7. Ecuador
8. Egipt
9. Guatemala
10. India
11. Indonezia
12. Mexic
13. Nigeria
14. Pakistan
15. Paraguay
16. Peru
17. Filipine
18. Africa de Sud
19. Tanzania
20. Thailanda
21. Uruguay
22. Venezuela
23. Zimbabwe